# Даллакян Карлен Левонович
Карлен Левонович Даллакян (1929, місто Алаверді, тепер Вірменія — 14 жовтня 2008, місто Єреван, Вірменія) — вірменський радянський діяч, секретар ЦК КП Вірменії. Депутат Верховної ради Вірменської РСР 8—11-го скликань. Кандидат філологічних наук, доктор філологічних наук, професор.

## Життєпис
У 1951 році закінчив філологічний факультет Єреванського державного університету.
З 1951 по 1953 рік служив у Радянській армії.
Член КПРС з 1952 року.
У 1953—1963 роках — на керівній комсомольській і партійній роботі у Вірменській РСР.
У 1963—1970 роках — завідувач відділу культури Ради міністрів Вірменської РСР; голова Ради у справах Вірменської церкви при Раді міністрів Вірменської РСР.
У 1970—1971 роках — заступник завідувача відділу пропаганди і агітації ЦК КП Вірменії.
У 1971 — січні 1976 року — завідувач відділу пропаганди і агітації ЦК КП Вірменії.
22 січня 1976 — 9 грудня 1985 року — секретар ЦК КП Вірменії з питань ідеології.
У грудні 1985—1991 роках — голова Комітету із культурних зв'язків із вірменами за кордоном, одночасно завідувач відділу історії та культури вірменських громад діаспори Академії наук Вірменської РСР.
Обирався членом Центрального правління вірменського культурного союзу «Текеян». Автор монографії «Аршак Чопанян», двотомника «Історія Партії Рамкавар-Азатакан», «Історія Вірменського Загального Благодійного Союзу». Переклав вірменською мовою твори Марка Твена, Леоніда Первомайського та інших авторів.
Помер після важкої та тривалої хвороби. Громадянська панахида відбулася 15 жовтня 2008 року в будівлі президії Національної Академії наук, похований в Єреванському міському пантеоні.

## Нагороди
- орден Трудового Червоного Прапора
- ордени
- медалі